# Guerra popular
La guerra popular (en chino: 人民战争, rénmín zhànzhēng), también llamada guerra popular prolongada, es una estrategia político-militar desarrollada por Mao Tsé-Tung. Se basa en el concepto de mantener el apoyo popular y atraer al enemigo al interior donde la población puede derrotarlo por medio de una mezcla de guerra móvil y guerra de guerrillas. El término es usado por los maoístas para su estrategia de lucha revolucionaria armada de largo plazo.

## Principios de la guerra
El principio fundamental consiste en "conservar las fuerzas propias y acabar con las del enemigo". Dada la fragmentación y la autonomía de las regiones en el campo (propio de países basados en economías feudales o semifeudales), la estrategia persigue la toma del poder en el país a través el "cerco a las ciudades desde el campo". No plantea la insurrección en las ciudades, como forma principal de lucha; por lo menos durante las primeras etapas y hasta que no se hayan desarrollado y consolidado las fuerzas en el interior del país (en el campo). Esto derivado de la condición de país pobre y atrasado, enfrentado a un ejército profesional con años de entrenamiento.
La estrategia ha sido estudiada y analizada principalmente en las obras Sobre la táctica de lucha contra el imperialismo japonés (1935), Problemas estratégicos de la guerra revolucionaria de China (1936) y Sobre la guerra prolongada (1938), entre otras.

## Etapas
Consta de tres etapas, definidas a partir del desarrollo de la guerra misma:
1. Defensiva estratégica: Asociada a la guerra de guerrillas y a la formación inicial de grupos armados de campesinos. Es cuando los guerrilleros obtienen el apoyo de la población a través de ataques contra la maquinaria gubernamental y por la difusión de propaganda.
2. Equilibrio estratégico: Ligado a la guerra de posiciones y al crecimiento y expansión del ejército revolucionario. Se caracteriza por el aumento en la potencia de los ataques sobre el poder militar y las instituciones vitales del Estado.
3. Ofensiva estratégica: Es la fase del combate convencional, en la cual ambas fuerzas se acercan al final del combate. Se incrementan los enfrentamientos directos y la cantidad de contingentes desplegados. Este fase es empleada para capturar ciudad, desbordar al gobierno y controlar el país (Mao Tse-Tung).

## Aplicaciones
Tras el Conflicto Sino-Vietnamita en 1979, Deng Xiaoping abandonó la guerra popular por la "guerra popular bajo condiciones modernas" que se alejó de la dependencia de tropas en favor de la tecnología. Con la adopción del socialismo con características chinas, las reformas económicas impulsaron la inversión militar y tecnológica. El tamaño de las tropas fue reducido y la profesionalización fue fomentada.
Fuera de la República Popular de China, la guerra popular como estrategia ha sido usada en gran medida por el Frente Nacional de Liberación de Vietnam. El peruano Sendero Luminoso, el Partido Comunista de Nepal (Maoísta), el Partido Comunista de las Filipinas y las insurgencias del Militarizado Partido Comunista del Perú y los naxalitas en Perú y la India respectivamente están aplicando esta teoría militar.